# David E. Lewis
David E. Lewis, auch bekannt als Dave Lewis (* 28. April 1915 in Berkeley, Kalifornien; † 24. Februar 1981 San Diego, Kalifornien), war US-amerikanischer Drehbuchautor.

## Wirken
David Lewis war ein Sohn des Logikers und Philosophen Clarence Irving Lewis und älterer Bruder von Andy Lewis, mit dem er gelegentlich als Drehbuchautor zusammenarbeitete. Lewis war seit 1959 als Autor vor allem für Fernsehproduktionen tätig. 
Für die Arbeit an dem Drehbuch zu Klute wurden Lewis und sein Bruder 1972 für den Oscar in der Kategorie Bestes Originaldrehbuch nominiert. Außerdem erhielten sie eine je Nominierung bei den Golden Globe Awards 1972 und dem Writers Guild of America Award. Im Anschluss an Klute trat Lewis nur noch ein Mal 1973 als Autor in Erscheinung.
Lewis saß auf Grund einer Syphilis-Infektion, die er sich während des Zweiten Weltkriegs zugezogen hatte, im Rollstuhl.